# Tanjung Timur
Tanjung Timur is een bestuurslaag in het regentschap Deli Serdang van de provincie Noord-Sumatra, Indonesië. Tanjung Timur telt 585 inwoners (volkstelling 2010).